# Aslan bəy Səfikürdski

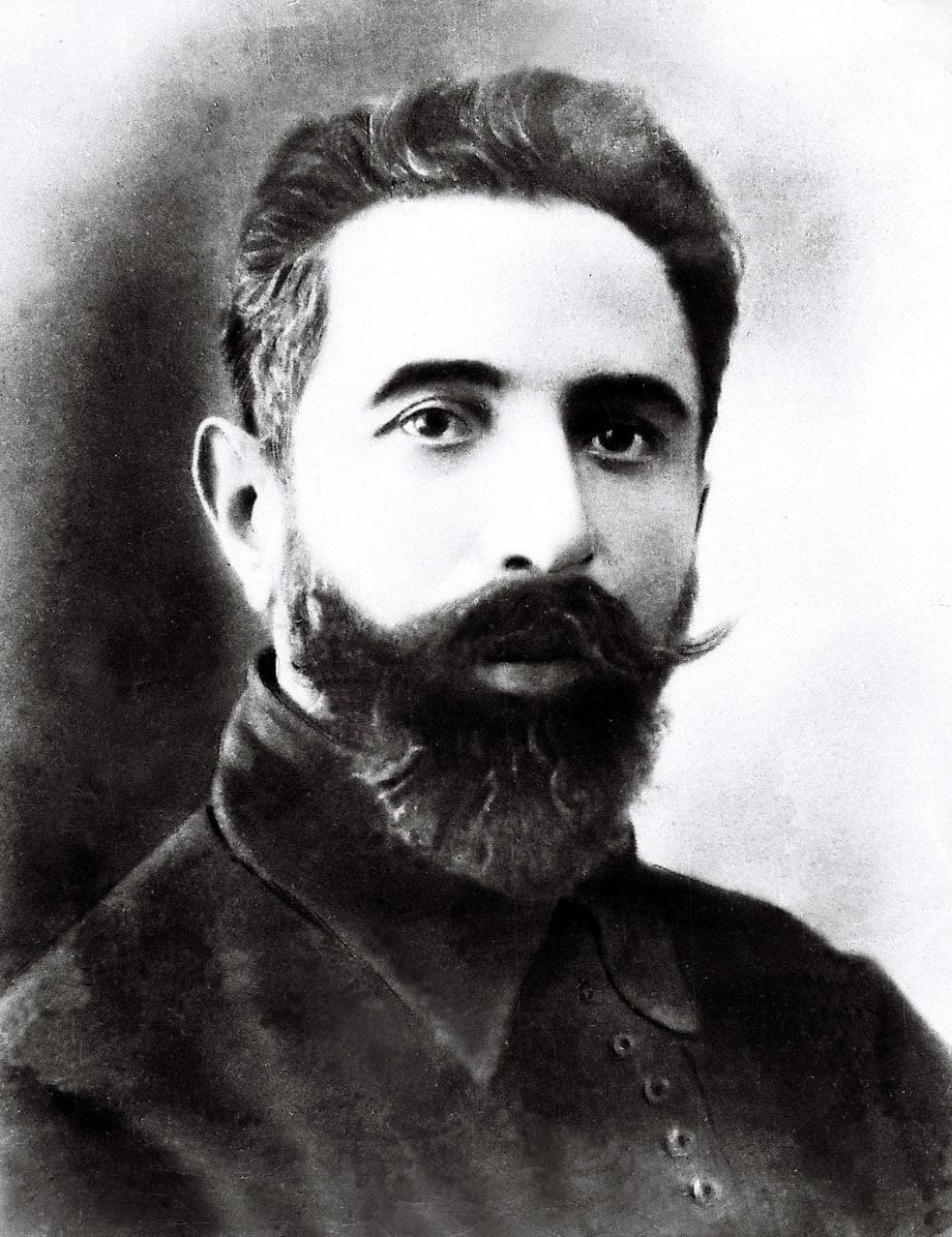
Aslan bəy Səfikürdski

Aslan bəy Ağalar bəy oğlu Səfikürdski (eingedeutscht Aslan bäj Säfikürdski; * 30. September 1881 in Səfikürd, Gouvernement Elisawetpol, Russisches Kaiserreich; † 20. September 1937 in Baku, Aserbaidschanische SSR, UdSSR) war ein aserbaidschanischer Politiker und Staatsmann.

## Werdegang
Səfikürdski schloss 1901 das Männergymnasium in Elisawetpol (das heutige Gəncə) ab. Im Anschluss daran ließ er sich an der Kaiserlichen Charkiw-Universität (heute die Nationale W.-N.-Karasin-Universität Charkiw) einschreiben. Auf eigenen Wunsch wechselte er 1902 an die Kaiserliche Universität Sankt Petersburg (heute Staatliche Universität Sankt Petersburg). Wegen der aktiven Teilnahme an der Studentenbewegung wurde er 1903 von der Universität verwiesen, ein Jahr später erneut berufen. 1907 absolvierte Səfikürdski die juristische Fakultät der Universität.
Zwischen 1907 und 1911 arbeitete Səfikürdski als stellvertretender vereidigter Staatsanwalt an den Bezirksgerichten von Elisawetpol und Şuşa. Er beteiligte sich gleichzeitig an Wohltätigkeitsaktivitäten und war unter anderem Gründer der Muslimischen Wohltätigkeitsgesellschaft.
Von 1911 bis 1917 war Səfikürdski als Sachverständiger in der Stadtverwaltung von Şuşa tätig, bekleidete danach das Amt des vereidigten Rechtsanwalts.
Als Mitglied der Sozialistisch-Revolutionären Partei Russlands nahm Səfikürdski 1915 am Kongress der nicht-russischen Völker in Kiew teil. Nach dem Ausschluss aus der Partei schloss er sich 1917 einer Gruppe muslimischer Sozialisten an.
Nach der Februarrevolution 1917 wurde Səfikürdski Mitglied des Exekutivkomitees der Stadtverwaltung von Gəncə. Außerdem wurde er in den muslimischen Nationalrat von Gəncə gewählt. Er saß als Abgeordneter der muslimischen Fraktion des Transkaukasischen Sejms in der Russischen konstituierenden Versammlung.
Nach der Gründung der Demokratischen Republik Aserbaidschan (DRA) wurde Səfikürdski im Dezember 1918 in das Landesparlament gewählt und vertrat dort die Ujesd Qazax. Im dritten Regierungskabinett der DRA war Səfikürdski Minister für Post, Telegrafie und Arbeit, im vierten Kabinett Minister für Justiz und Arbeit. Während seiner Amtszeit setzte er sich vor allem für die Rechte der Arbeiterklasse in Aserbaidschan ein. Auf seine Initiative wurde die Nationalbank Aserbaidschans gegründet.
Nach der Machtergreifung der Bolschewiki in Aserbaidschan wurde Səfikürdski zum Justizkommissar der Aserbaidschanischen SSR ernannt.
Im Dezember 1922 wurde Səfikürdski im Zuge des Gerichtsprozesses gegen die ehemaligen Mitglieder der Sozialrevolutionären Partei Russlands zu drei Jahren Gefängnis verurteilt. Er starb 1937 nach einer lang anhaltenden Krankheit.